# Рекомендации
Рекомендации (лат. recommendatio — совет) — советы, пожелания, предложения.

## Международное право
В международном праве означают резолюции международных организаций, совещаний или конференций, которые не имеют обязательной юридической силы. Рекомендации не являются источниками международного права, однако они активно способствуют формированию новых норм и принципов международного права. В исключительных случаях рекомендации могут быть признаны юридически обязательными (например, рекомендации Генеральной Ассамблеи ООН в адрес ЭКОСОС, согласно ст.66 Устава ООН, имеют характер обязательных указаний). Для того чтобы рекомендация была признана обязательной для государства, необходимо волеизъявление такого государства. В виде рекомендаций часто принимаются Резолюции Генеральной Ассамблеи ООН и международных организаций системы ООН. Важными, по своему содержанию, являются рекомендации Совета Безопасности ООН относительно разрешения спора между государствами мирными средствами. Рекомендации также могут приниматься региональными международными организациями.